# Papežský delegát
Papežský delegát je duchovní, který je delegován papežem.
Konkrétně se tento titul používá pro následující církevní úřady, které má papež (který je Pontifex maximus, odtud přídavné jméno):
- prelát (obvykle arcibiskup nebo kardinál), který je pověřen zastupováním Svatého stolce při správě některých papežských menších bazilik, zejména:
  - Mikuláše v Bari
  - Papežský delegát pro svatyni Svatého domu v Loretu
  - Papežský delegát pro baziliku svatého Antonína Paduánského
  - Papežský delegát pro svatyni Panny Marie Růžencové v Pompejích
- Papežský legát nebo papežský diplomat, například nuncius
- Mimořádný papežský zástupce pro řeholní kongregaci, např. 33. generální kongregace jezuitů
- Papežský zástupce jmenovaný k výkonu určitých vyhrazených práv, čímž se omezuje pravomoc arcibiskupa maior, jako v případě syrsko-malabarské katolické církve